# Castello Orsini-Colonna
O Castello Orsini-Colonna (Castelo Orsini-Colonna) localiza-se na cidade de Avezzano, província de L'Aquila, na região de Abruzos (Itália).